# Spøgelsesstation
En spøgelsesstation er en nedlagt undergrunds- eller nærbanestation.
Ordet stammer fra tysk, hvor Geisterbahnhof blev betegnelsen for de stationer på byens S-Bahn og U-Bahn, der blev lukket da byen under den kolde krig blev delt i Østberlin og Vestberlin. Efter afslutningen af den kolde krigs blev stationerne genåbnet. For U-Bahn-stationernes vedkommende skete det i 1995, mens spøgelsesstationerne på S-Bahn åbnede i 2002.
Fænomenet kendes også fra andre storbyer, f.eks. London, hvor en række Underground-stationer er blevet lukket, senest Shoreditch i 2006.

## Spøgelsesstationer i Danmark
Da Ny Ellebjerg Station blev åbnet i starten af 2007, blev (den gamle) Ellebjerg Station lukket, pga. den ringe afstand mellem de to stationer, samt at den gamle station kun blev benyttet af en linje (A). Stationsbygningen står der stadigvæk, men den er blevet lukket og forseglet med træplader, mens perron og perrontag er fjernet. Graffiti og  hærværk kan tydeligt ses på stationen; færdsel på området ikke tilladt.